# Nati nel 1466
| Questa pagina contiene informazioni ricavate automaticamente dalle voci biografiche con l'ausilio del template Bio e di un bot. L'aggiornamento è periodico e automatico e ricostruisce completamente la pagina. Se manca una persona in questa lista, sei pregato di non aggiungerla, ma accertati piuttosto che la sua voce biografica contenga il template Bio e che i dati anagrafici siano correttamente compilati. Se il template Bio manca, inseriscilo tu stesso o, in alternativa, metti l'avviso {{tmp\|Bio}} che ne segnala la mancanza. Se i dati riportati sono sbagliati, correggi direttamente la voce biografica; le modifiche saranno visibili in questa lista entro pochi giorni. Per chiarimenti vedi il progetto biografie. La lista contiene solo le 39 persone che sono citate nell'enciclopedia e per le quali è stato implementato correttamente il template Bio. Pagina aggiornata al 2 giu 2025. |

- 4 febbraio - Scipione Forteguerri, grammatico e umanista italiano († 1515)
- 10 febbraio - Paride da Ceresara, umanista, poeta e astrologo italiano († 1532)
- 11 febbraio - Elisabetta di York, regina britannica († 1503)
- 19 marzo - Giovanni di Leonardo Carnesecchi, politico italiano († 1527)
- 29 marzo - Petrus Blomevenna, teologo, scrittore e monaco cristiano tedesco († 1536)
- 26 aprile - Quentin Massys, pittore fiammingo († 1530)
- 20 maggio - Giuliano Cesarini, cardinale italiano († 1510)
- 22 maggio - Marin Sanudo il Giovane, storico e politico italiano († 1536)
- 18 giugno - Ottaviano Petrucci, editore musicale italiano († 1539)
- 4 luglio - Guglielmo I d'Assia, nobile († 1515)
- 5 luglio - Giovanni Sforza, condottiero italiano († 1510)
- 10 agosto - Francesco II Gonzaga, nobile, condottiero e collezionista d'arte italiano († 1519)
- 9 settembre - Ashikaga Yoshitane, militare giapponese († 1523)
- 16 novembre - Francesco Cattani da Diacceto, filosofo italiano († 1522)
- 29 novembre - Agostino Chigi, banchiere, imprenditore e armatore italiano († 1520)
- 30 novembre - Andrea Doria, ammiraglio, politico e nobile italiano († 1560)
- 1º dicembre - Francesco Febo di Navarra, re († 1483)
- 9 dicembre - Cosimo de' Pazzi, abate, arcivescovo cattolico e diplomatico italiano († 1513)
- Giovanni Filoteo Achillini, poeta, letterato e umanista italiano († 1538)
- Hernando de Alarcón, militare spagnolo († 1540)
- Jean d'Auton, religioso, scrittore e poeta francese († 1528)
- Paolo Borgasio, vescovo cattolico e giurista italiano († 1541)
- Maria Branković, nobile († 1495)
- Serafino de' Ciminelli, poeta e musicista italiano († 1500)
- Ennio Filonardi, cardinale e vescovo cattolico italiano († 1549)
- Alfonso Franco, pittore italiano († 1523)
- Blasco Lanza, nobile, avvocato e politico italiano († 1535)
- Biancamaria Martinengo, nobile italiana († 1480)
- Atalante Migliorotti, musicista italiano
- Mōri Hiromoto, militare giapponese († 1506)
- Angelo Pappacoda, vescovo cattolico italiano († 1537)
- Francesco Zorzi, religioso, teologo e filosofo italiano († 1540)
- Berengario da Carpi, medico e anatomista italiano († 1530)
- Costanza da Montefeltro, nobile italiana († 1518)
- Raffaellino del Garbo, pittore italiano († 1524)
- Lorenzo di Piero Sartori, ceramista italiano
- Antonio di Saliba, pittore italiano († 1535)
- Merk Sittich I von Ems zu Hohenems, condottiero e mercenario austriaco († 1533)
- Şehzade Ahmed, principe ottomano († 1513)